# Józef Zając (historyk)
Józef Zając (ur. 13 grudnia 1945 w Korczminie, zm. 23 sierpnia 2008) – polski historyk, specjalizujący się w historii powszechnej i starożytnej. 

## Życiorys
Uczęszczał do Liceum Pedagogicznego w Kwidzynie, ukończył je w 1963 roku, a następnie podjął studia historyczne na Uniwersytecie Mikołaja Kopernika w Toruniu. Po ich ukończeniu, w 1968 roku, zastał zatrudniony w Instytucie Historii i Archiwistyki Uniwersytetu Mikołaja Kopernika. 
W 1976 roku uzyskał stopień doktora nauk humanistycznych na podstawie rozprawy Kulty religijne społeczeństwa rzymskiej prowincji Noricum w okresie wczesnego cesarstwa rzymskiego (I-III w.n.e.). Promotorem doktoratu była Maria Jaczynowska. Stopień doktora habilitowanego nauk humanistycznych uzyskał na UMK w 1992 roku. Tematem jego rozprawy habilitacyjnej było Od Wenetów do Rzymian. Studium epigraficzno-antroponomastyczne. 
Był promotorem doktoratów Andrzeja Graczkowskiego oraz Przemysława Wojciechowskiego. 

## Wybrane publikacje
- Od Wenetów do Rzymian. Studium epigraficzno-antroponomastyczne (Toruń 1991)
- Wyzwoleńcy w antycznej Brixii. Studium prozopograficzne (Toruń 2000)